# Föreningen Sveriges skolchefer
Föreningen Sveriges skolchefer är intresseförening för förvaltningschefer med ansvar för förskola och skola, eller motsvarande befattningar i kommuner och hos fristående huvudmän. Föreningen bildades 2001.
Föreningens syfte är främst att främja skolutveckling i allmänhet, främja medlemmarnas utveckling och att stimulera till debatt om skolans uppdrag och utveckling.
Föreningens huvudsakliga verksamhet är att anordna möten, konferenser, studieresor och utbildningar för skolchefer. Föreningen driver, i samarbete med Skolverket och Sveriges kommuner och landsting, det nationella skolchefsprogrammet.  Programmet består av en introduktionsutbildning, en fördjupning och olika specialiseringar (t.ex. kring IT och lärande). Föreningen erbjuder också mentorer till skolchefer.
Föreningen Sveriges skolchefer har tagit initiativ till The Stockholm Summit, en internationell konferens för högre chefer i skolväsendet i världen. The Stockholm Summit har genomförts 2008, 2010 och 2012 i samarbete med Stockholms stad, Skolverket och Statens skolinspektion. Föreningen har också tagit initiativ till Skolans Ledarkonvent, en årlig konferens för ledare i förskola och skola i landet.
Ordförande i FSS är Göran Isberg (2013-). Tidigare ordförande har varit: Thomas Persson (2001-2013).